# 冨高国子
冨高 国子（とみたか くにこ、1956年5月1日 - ）は、日本の政治家。大分県佐伯市長（1期）。元佐伯市議会議員（1期）。

## 経歴
1979年3月、大分大学教育学部卒業。同年4月、小学校の教諭となる。1991年から旧佐伯市の市議会議員を1期務め、ボランティア団体代表も務めた。
2021年4月11日に行われた佐伯市長選挙に立候補。冨高のほか、自民党推薦の現職の田中利明、元市議会議長の三浦渉、日本維新の会公認の江藤健続の計4人の戦いとなるも、次点で落選した。
※当日有権者数：59,352人 最終投票率：66.88%（前回比：pts）
| 候補者名 | 年齢 | 所属党派     | 新旧別 | 得票数   | 得票率 | 推薦・支持         |
| -------- | ---- | ------------ | ------ | -------- | ------ | ------------------ |
| 田中利明 | 69   | 無所属       | 現     | 17,240票 | 43.95% | （推薦）自由民主党 |
| 冨高国子 | 64   | 無所属       | 新     | 12,970票 | 33.06% |                    |
| 三浦渉   | 72   | 無所属       | 新     | 5,545票  | 14.13% |                    |
| 江藤健続 | 47   | 日本維新の会 | 新     | 3,474票  | 8.86%  |                    |

田中再選12日後の4月23日、大分県警は、告示前に市職員に選挙運動したとして、公選法違反（事前運動、公務員の地位利用）の疑いで副市長の菅隆久を逮捕した。5月13日には副市長を退任したばかりの阿部邦和も公選法違反の疑いで逮捕された。菅と阿部の両副市長は管理職75人に現職の田中の支援をとりまとめるよう依頼していたことが、調査委員会の調べにより判明した。
2025年4月13日に行われた佐伯市長選挙に再出馬。前市議の高橋圭一、現職の田中、国民民主党の推薦を得た前市議の山野内眞人ら3候補を下し、初当選した。
※当日有権者数：55,103人 最終投票率：62.54%（前回比：4.34pts）
| 候補者名   | 年齢 | 所属党派 | 新旧別 | 得票数   | 得票率 | 推薦・支持         |
| ---------- | ---- | -------- | ------ | -------- | ------ | ------------------ |
| 冨高国子   | 68   | 無所属   | 新     | 10,921票 | 32.13% |                    |
| 高橋圭一   | 58   | 無所属   | 新     | 10,322票 | 30.37% |                    |
| 田中利明   | 73   | 無所属   | 現     | 8,577票  | 25.24% |                    |
| 山野内眞人 | 69   | 無所属   | 新     | 4,165票  | 12.26% | （推薦）国民民主党 |